# Якісні задачі
Я́кісні зада́чі або задачі-питання — це такі задачі, при рішенні яких потрібно (без виконання розрахунків) пояснити те чи інше фізичне, хімічне чи інше явище.
Якісні задачі з фізики з'явилися в методичній літературі понад 200 років тому. Рішення якісних задач сприяє більш глибокому і міцному засвоєнню фізичних законів, розвитку логічного мислення, кмітливості, ініціативи, викликає інтерес до фізики. Вони слугують також засобом перевірки знань.
З досвіду роботи використання якісних задач випливає, що протягом всього уроку підтримується активне сприйняття і закріплення навчального матеріалу. Можна використовувати якісні задачі на узагальнюючих уроках, на залікових уроках, а також при тематичній атестації учнів.
Якісні задачі з фізики розвивають творчу фантазію учнів, а також уміння застосовувати теоретичні знання для пояснення явищ природи, побуту і техніки; розширюють технічний кругозір учнів, підготовлюють до практичної діяльності, поглиблюють зв'язок теорії з практикою, з життям.

## Приклади
- Як зміниться стан руху людини, яка стоїть на ідеально гладенькій кризі, якщо вона кине кілограмову гирю?

Відповідь: Людина буде рухатися у сторону, протилежну рухові гирі.
- Чому автомобілю важко рушити з місця на заледенілій дорозі?

Відповідь: Внаслідок відсутності тертя немає дії коліс на дорогу, отже, немає і відповідної дії дороги на колесо.
- Чому штукатурка відвалюється, якщо між цегляною кладкою і штукатуркою потрапляє дощова вода?

Відповідь: Молекулярне зчеплення між штукатуркою і водою менше, ніж між штукатуркою і цеглою.